# Odontomachus biumbonatus
Odontomachus biumbonatus is een mierensoort uit de onderfamilie van de oermieren (Ponerinae) die voorkomt in Zuid-Amerika. De wetenschappelijke naam van de soort is voor het eerst geldig gepubliceerd in 1976 door Brown.